# Stodůlky
Stodůlky (německy Stodulek) jsou městská čtvrť a katastrální území na západě Prahy, zahrnující historickou obec Stodůlky a množství nových čtvrtí, sídlištních i vilových. Jejich území je přibližně shodné s územím městské části Praha 13, sídlištní části Stodůlek tvoří Jihozápadní Město. Rozloha Stodůlek je 963,01 ha.
Menší část území na jihozápadě katastrálního území Stodůlky (vymezená ulicí Jeremiášova, Radouňova a zhruba údolím Dalejského potoka) náleží k městské části Praha-Řeporyje. Do této řeporyjské části Stodůlek patří nejen nejsevernější část souvislé zástavby Řeporyj, ale i skanzen středověké vesnice Řepora (nazývaný též Tuležim) a obchodní centrum jižně od Jeremiášovy ulice (Makro, Mountfield, Billa).
Zástavba starých Stodůlek s cennými příklady lidové architektury je od roku 1995 chráněna jako vesnická památková rezervace.

## Historie a území

### Území Stodůlek

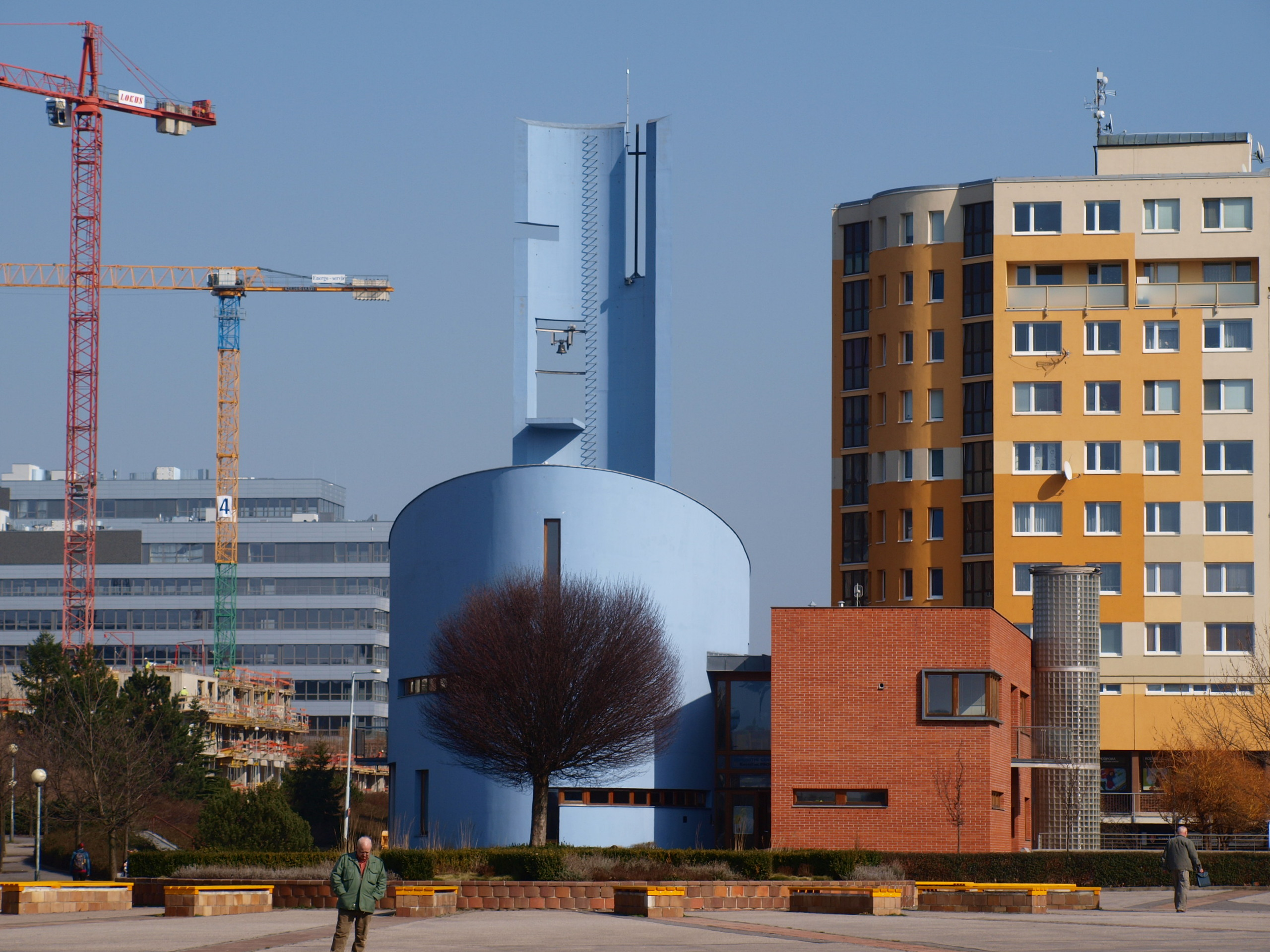
Novodobý kostel a komunitní centrum sv. Prokopa na Slunečním náměstí v Nových Butovicích

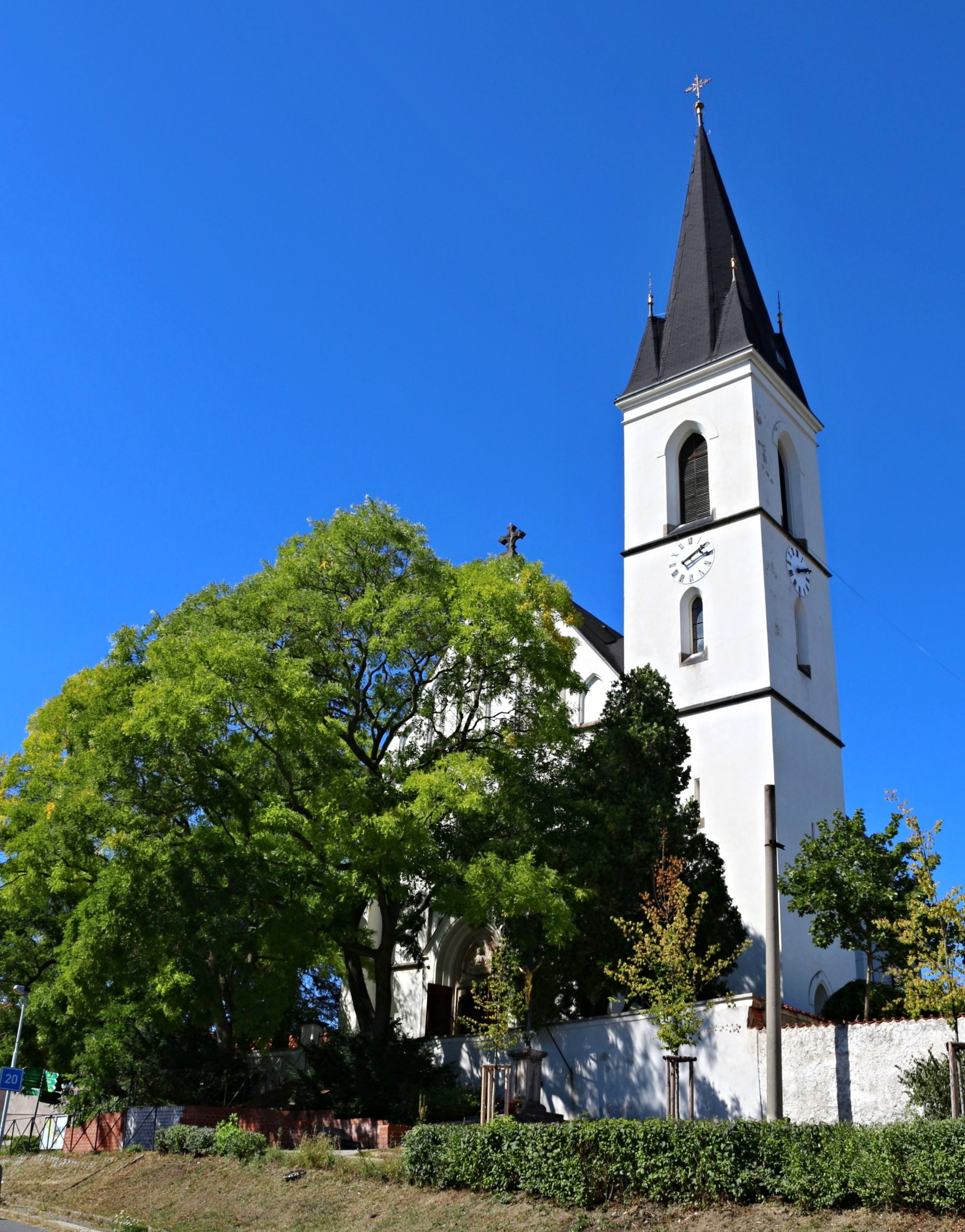
Kostel svatého Jakuba Staršího ve Starých Stodůlkách

Osou a rekreačním zázemím dnešních Stodůlek je mělké údolí Prokopského potoka, na němž byla v 80. letech 20. století vybudována umělá vodní nádrž (tzv. Nepomucký rybník). Historické jádro bývalé obce a většina staré zástavby leží na pravém břehu potoka, stejně jako většina panelových sídlišť (kromě sídliště Nové Butovice) stojí na pravém břehu. Stodůlky jsou jedním z nejvýše umístěných území v Praze, pražský vrchol Kopanina (393 m) leží jen velmi nedaleko od hranice Stodůlek. Na severním okraji Stodůlek se v mělkém údolí jednoho z drobných přítoků Motolského potoka nachází přírodní památka U Hájů, chránící zbytky mokřadních luk.

### Ves Stodůlky a nové kolonie
První písemná zmínka o Stodůlkách pochází z roku 1159, v roce 1292 je poprvé připomínán původní románský kostel svatého Jakuba Staršího. V roce 1429 se staly Stodůlky majetkem purkrabství Pražského hradu. Samostatná obec vznikla v roce 1849, zařazena byla do správního okresu Smíchov.
Koncem 19. a začátkem 20. století dochází k rozvoji vilové zástavby, a tím pádem ke vzniku nových částí obce (Lužiny, Stodůlecké Háje, Kopanina, Nová kolonie, Vidoule, Malá Ohrada). Přesto si Stodůlky až do 60. let 20. století udržely charakter zemědělské obce.
1. července 1974 Stodůlky přestaly být obcí v okrese Praha-západ a byly připojeny k Praze 5. Místní národní výbor ale zůstal v obci zachován.

### Jihozápadní Město

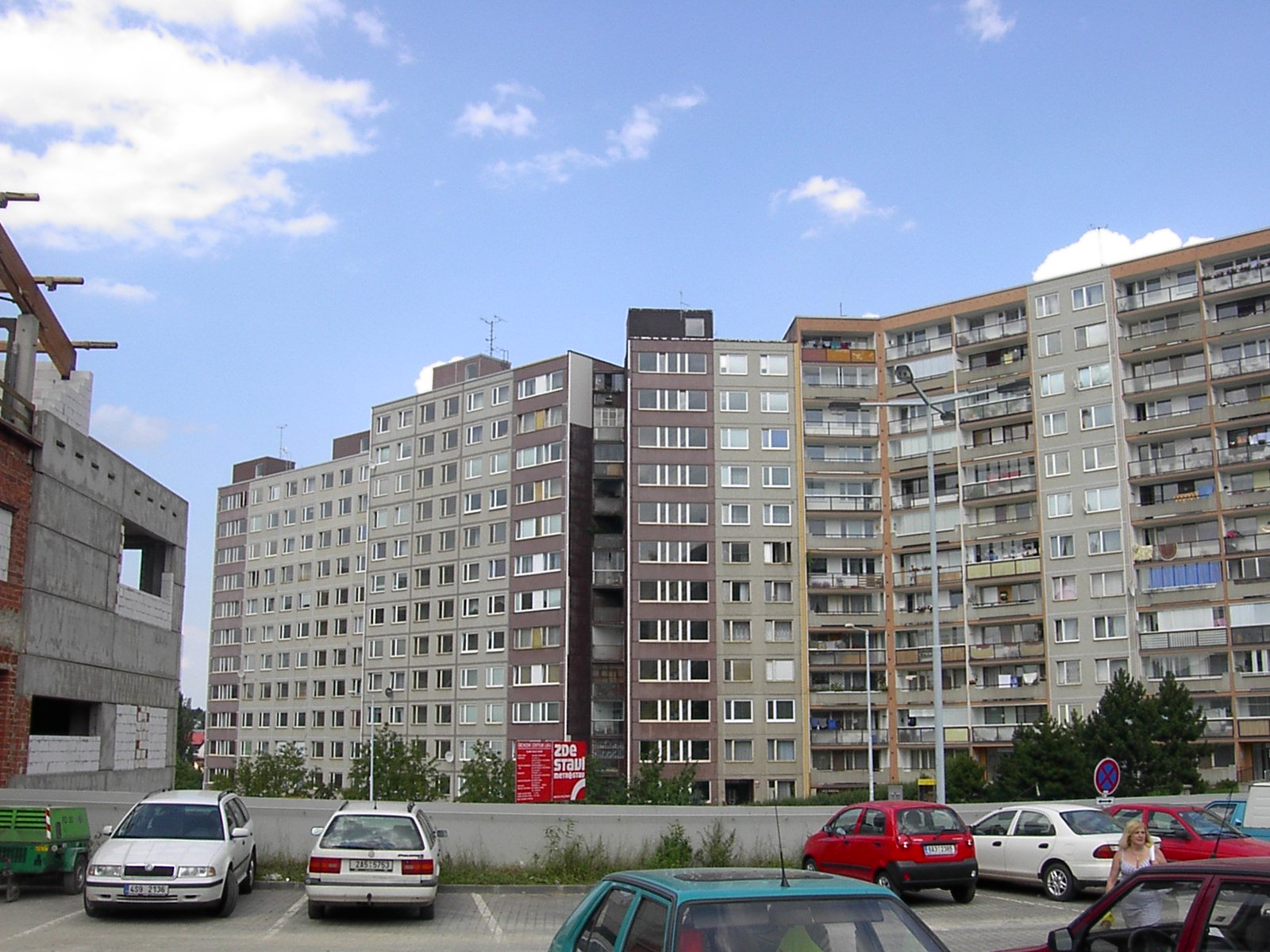
Typický „zakroucený“ panelák (tzv. rondel) na sídlišti Lužiny (stavěno 1980–1986), v ulici U jezera

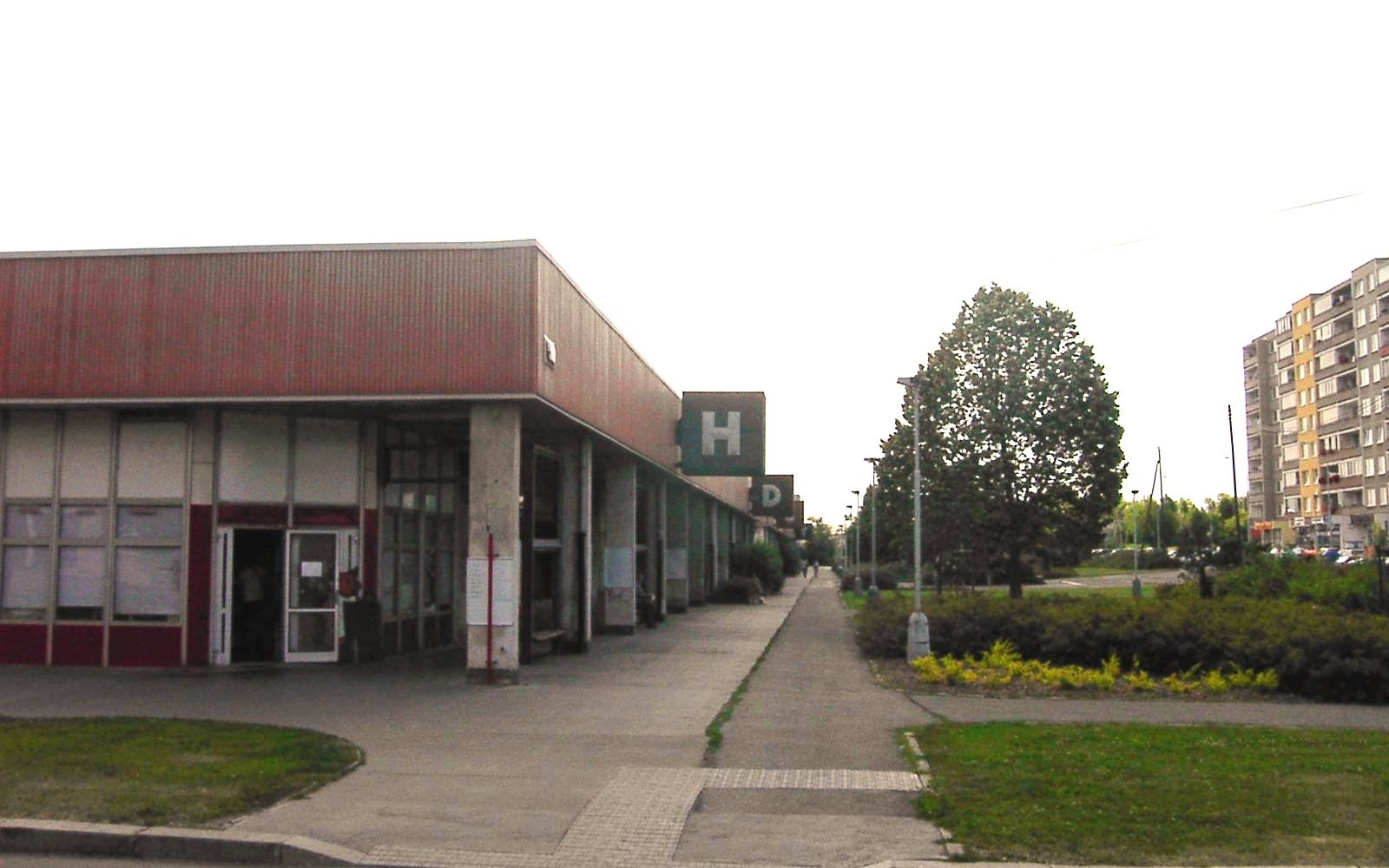
Centrem nejstaršího sídlištního souboru Stodůlky (z let 1978–1983) je Šostakovičovo náměstí poblíž stanice metra Stodůlky

V 70. letech vznikl projekt výstavby souboru sídlišť Jihozápadní Město, jehož centrem se měly stát právě Stodůlky. Tento komplex zahrnoval sídliště Jihozápadní Město I, které je umístěné v prostoru východně od obce Stodůlky, a nepostavené sídliště Jihozápadní Město II, umístěné západně od Stodůlek v prostoru až k vesničce Chaby.
Stavba byla zahájena v roce 1978, stavělo se od západu. Začínalo se souborem Stodůlky (stavěno 1978–1983; s 2115 byty pro 7 650 lidí), dále následovaly soubory Lužiny (1980–1986; pro 26 tis. lidí) , Velká Ohrada (1988–1993 pro 13 tis. lidí) a sídliště Nové Butovice (1986–1993 pro 25 tisíc lidí). Kvůli výstavbě sídliště Nové Butovice byly v letech 1981 a 1989 provedeny změny katastrální hranice mezi Jinonicemi a Stodůlkami.
Na území tohoto sídliště se před výstavbou (v roce 1987) rovněž prováděl archeologický průzkum. Na památku byly podle nálezů pojmenovány některé ulice: Amforová, Mohylová, Bronzová a Zvoncovitá v sídlišti Lužiny, Volutová a Na Zlatě v sídlišti Nové Butovice. Na archeologické průzkumy odkazuje též ulice Archeologická v sídlišti Lužiny.
Po roce 1989 se výstavba rozestavěného sídliště Nové Butovice a příprava stavby sídliště Jihozápadní město II pozastavila a stavba byla zakonzervována. Vzhledem k tomu, že panelové domy byly již z velké části dostavěny, bylo rozhodnuto sídliště dokončit. Proto jsou Nové Butovice jedním z posledních českých panelových sídlišť, dokončených až v 1. polovině 90. let.
Ani po dostavbě panelových domů nebyla výstavba ukončena, pouze byly změněny technologie. Zbytek Nových Butovic je dokončován již kvalitnějšími, zděnými domy. Výstavba pokračuje i v současnosti a proto dnes patří Stodůlky mezi nejvíce přirůstající městské části s poměrně velkým podílem mladého obyvatelstva.

### Západní Město

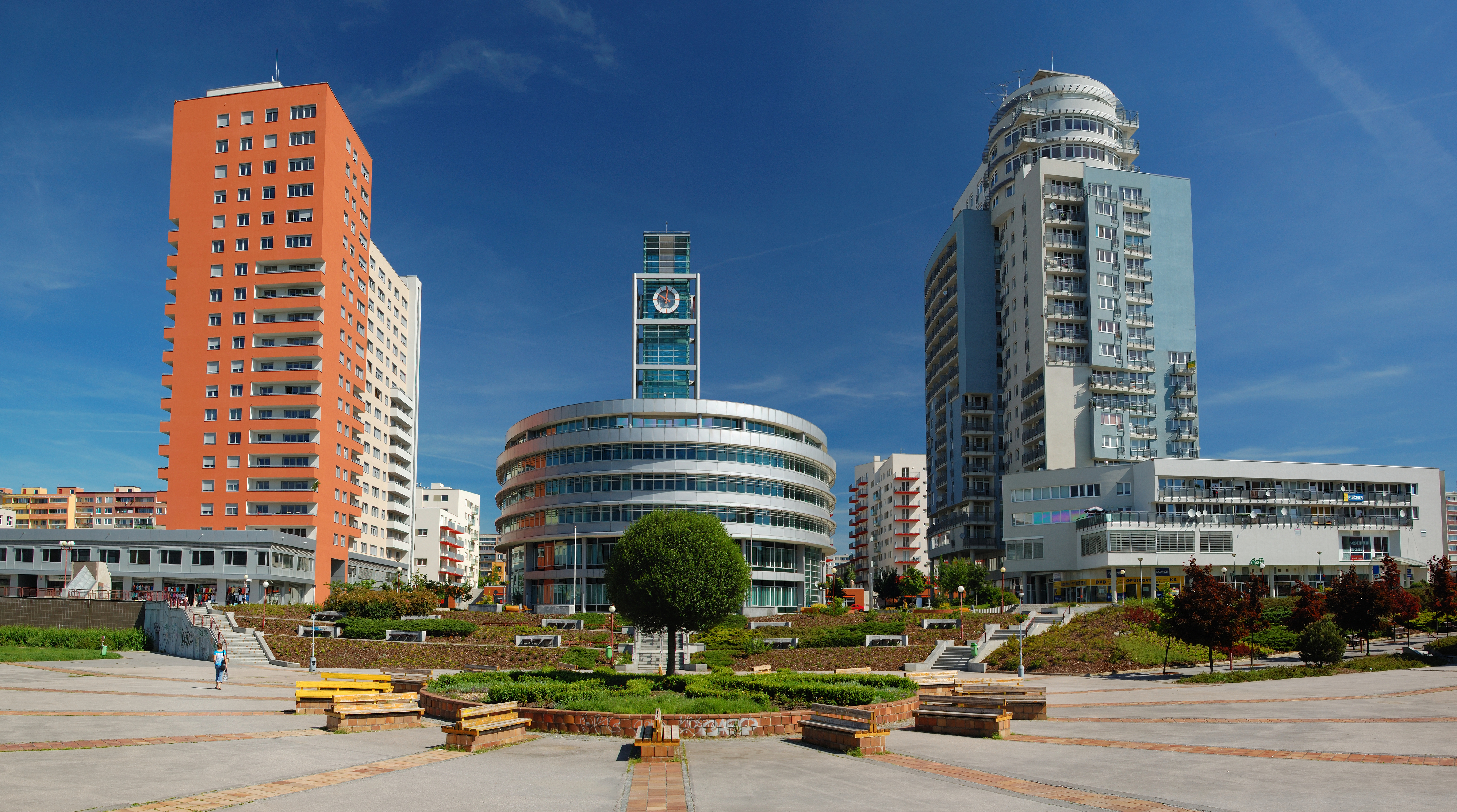
Novodobé centrum Stodůlek – Sluneční náměstí v Nových Butovicích. „Stodůlecká“ radnice a dva mrakodrapy

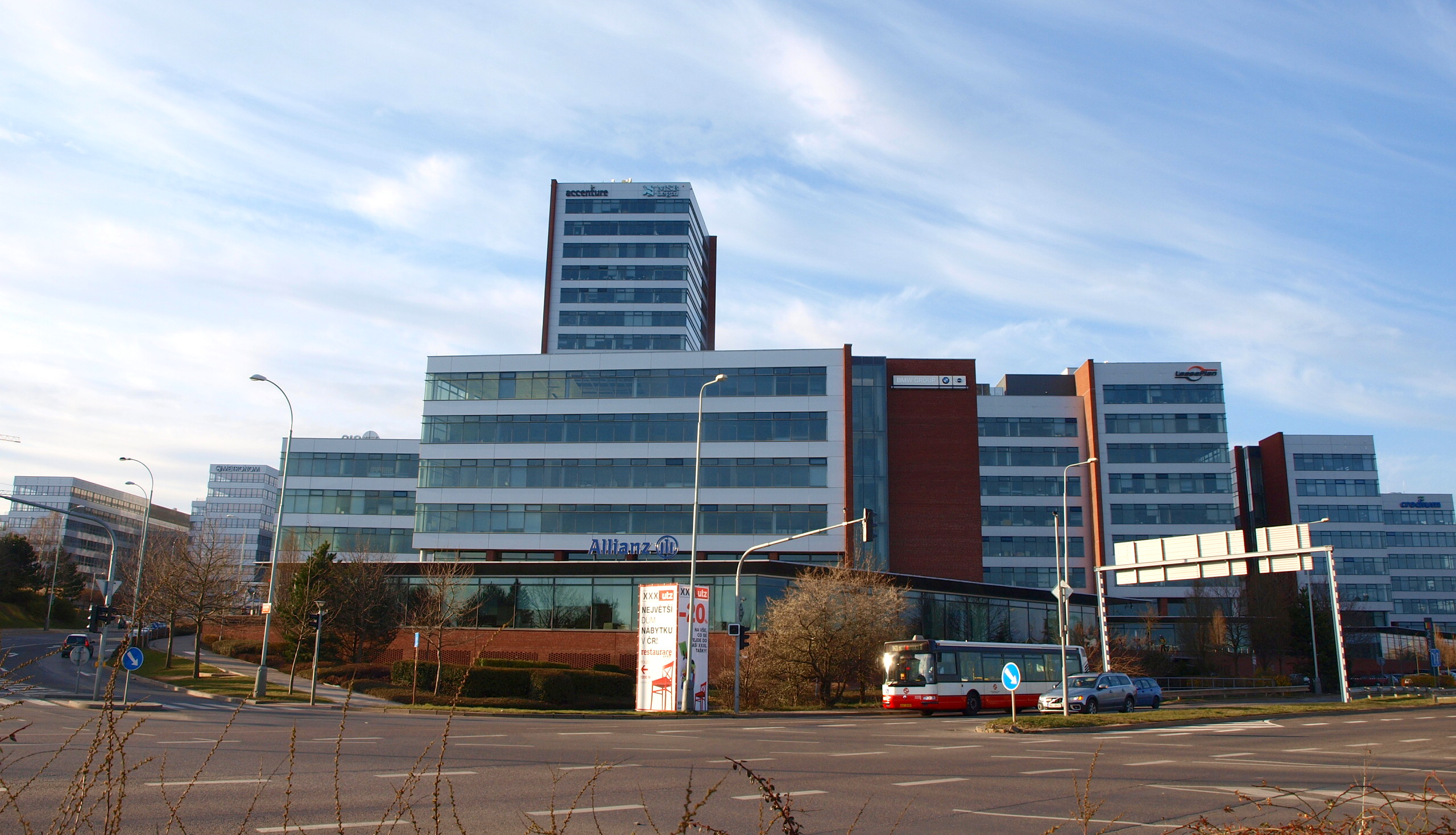
Kancelářské centrum Nové Butovice

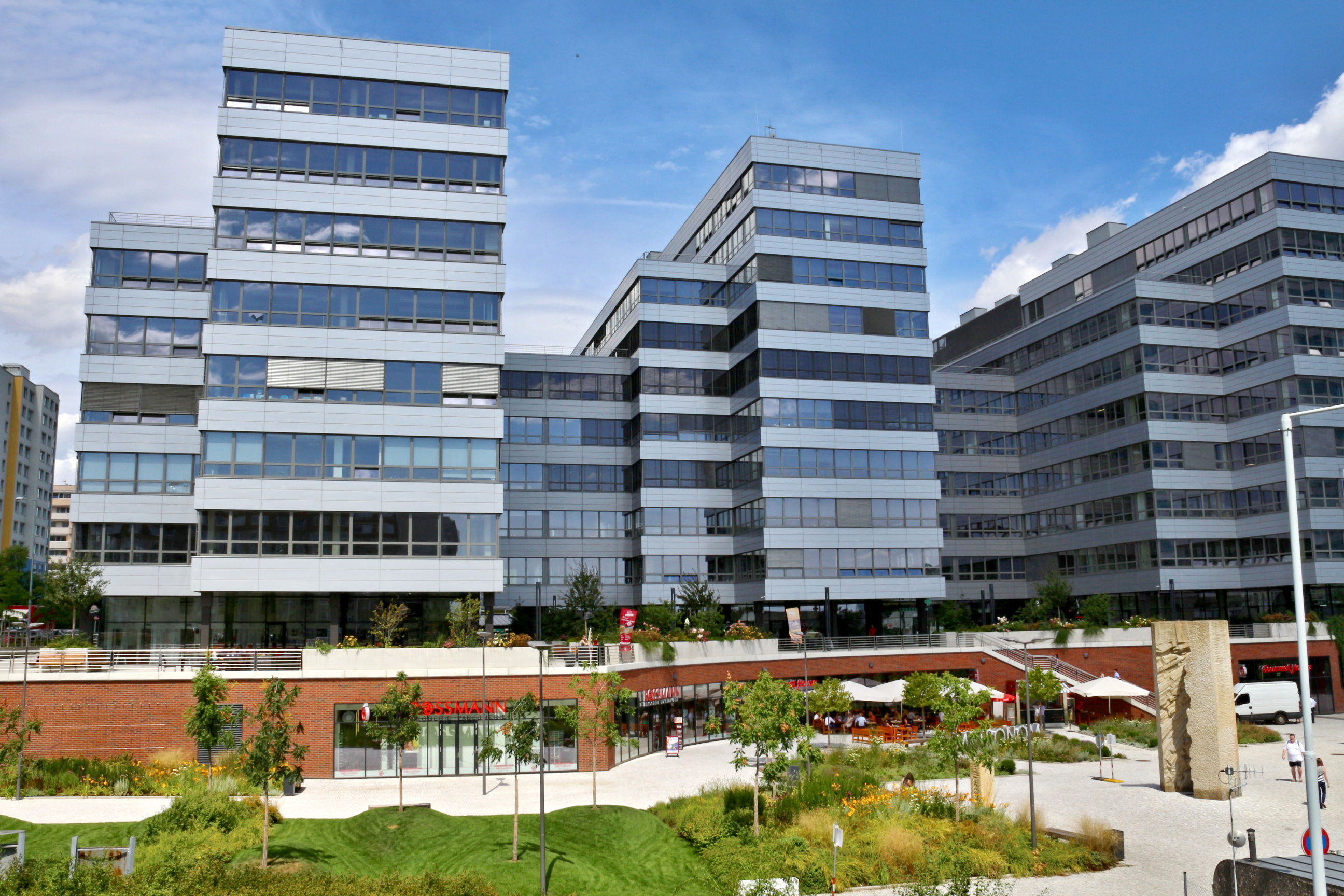
Metronom Business Center je kancelářská a administrativní budova poblíž stanice metra Nové Butovice

Západní Město je projekt nové čtvrti, která je od roku 2008 budována na území Stodůlek i Třebonic západně od Jeremiášovy ulice, tedy západně od stanice metra Stodůlky, směrem k Chabům, Krtni a obchodnímu centru Zličín v Třebonicích. Staví se na místě původně určeném pro Jihozápadní město II, dá se tedy chápat jako jeho dostavění podle jiných plánů.

### Městská část
V roce 1990 byly v Praze vytvořeny městské části a Stodůlky získaly jistou nezávislost na Praze 5. V březnu 1991 byla městská část přejmenována na Praha-Jihozápadní Město a od roku 1994 na Prahu 13.

### Stavby

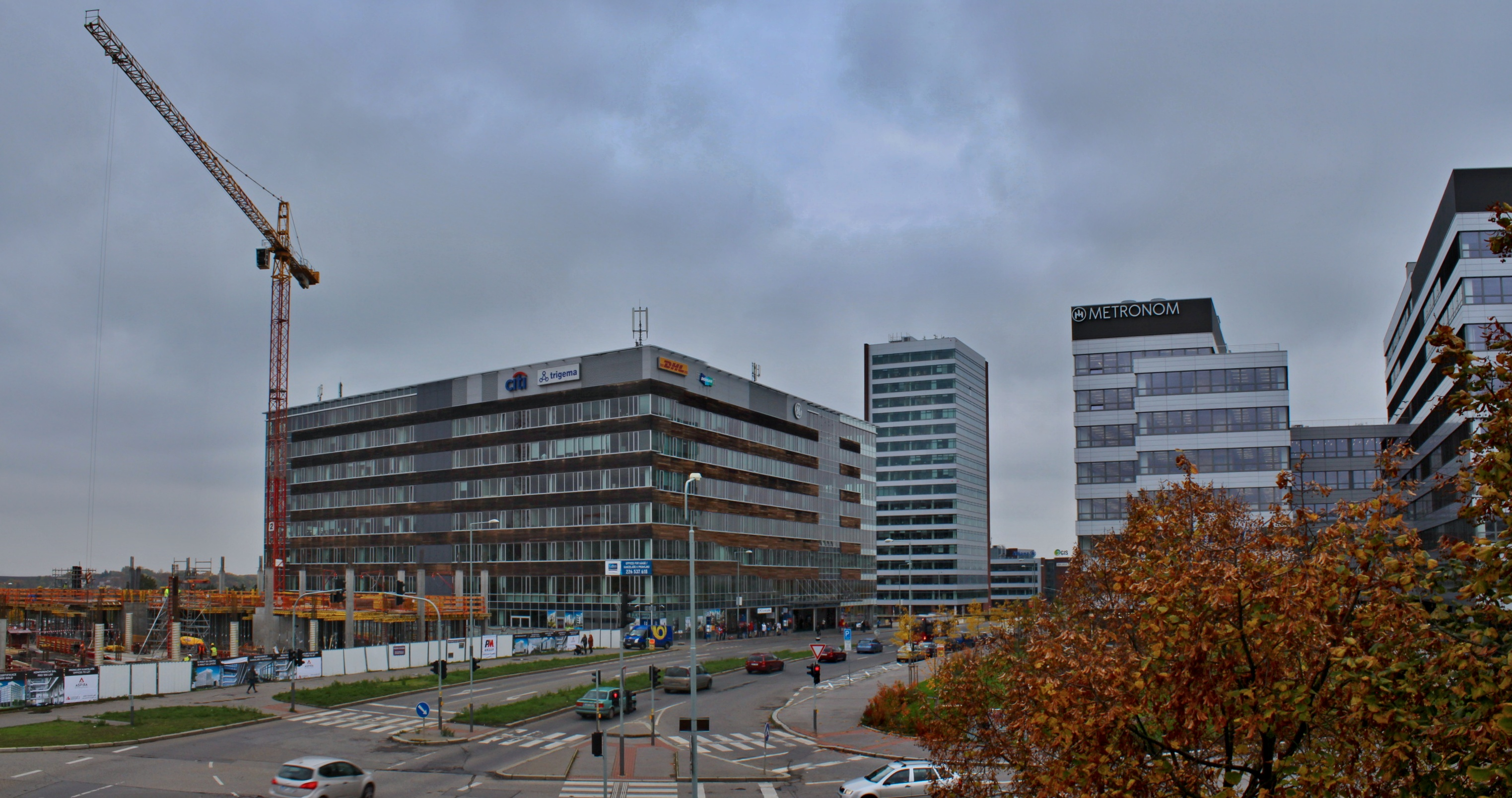
Office Park Nové Butovice, pohled z Bucharovy ulice. Uprostřed snímku vpředu kancelářská budova Explora Jupiter, za ní pražská pobočka společnosti Accenture. V pravé části snímku budova Metronom. Vlevo vzniká budova Aspira Business Centre (dokončena v listopadu 2017)

- Novogotický kostel svatého Jakuba Staršího – najdeme v Kovářově ulici ve starých Stodůlkách a je jednou z dominant čtvrti. Stojí od roku 1903 na místě původního románského kostela.
- Kaple Nalezení svatého Kříže – stojí na severním okraji Stodůlek, u železniční trati východně od viaduktu přes Jeremiášovu ulici. Barokní stavba pochází z let 1743 až 1754.
- Moderní kostel svatého Prokopa s komunitním centrem na sídlišti Nové Butovice vzniklo roku 2001 a své patrocinium získal po zaniklém barokním kostelíku sv. Prokopa v Prokopském údolí.
- Dvůr Háje – bývalá zemědělská usedlost na okraji Přírodní památky U Hájů
- Radnice Prahy 13 – stojí od roku 2003 na Slunečním náměstí (u stanice Hůrka). Je to moderní, kruhová stavba s atriem.
- Výškové budovy na Slunečním náměstí – první byla dokončena v roce 2004 a je dnes nejvyšší obytnou budovou v Praze. V jeho sousedství je postavena další výšková budova obdobné výšky.
- Ve východní části Stodůlek v blízkosti stanice metra Nové Butovice se nachází komplex kancelářských budov Office Park Nové Butovice
  - Metronom
  - Aspira Business Centre
  - Nákupní centrum Galerie Butovice
  - Dům Sluneční náměstí

### Zaniklá místa
- Bílý Beránek – zaniklý hostinec na rohu ulic Jeremiášova a Plzeňská
- tvrz – v místech poplužního dvora

## Obyvatelstvo
Stodůlky jsou nejlidnatější městská čtvrť v Praze.
| Rok  | Obyv. | ± %     |
| ---- | ----- | ------- |
| 1869 | 765   | —       |
| 1880 | 830   | +8,5 %  |
| 1890 | 1 017 | +22,5 % |
| 1900 | 1 132 | +11,3 % |
| 1910 | 1 303 | +15,1 % |

| Rok  | Obyv. | ± %      |
| ---- | ----- | -------- |
| 1921 | 1 309 | +0,5 %   |
| 1930 | 2 641 | +101,8 % |
| 1950 | 3 062 | +15,9 %  |
| 1961 | 3 173 | +3,6 %   |
| 1970 | 3 506 | +10,5 %  |

| Rok  | Obyv.  | ± %      |
| ---- | ------ | -------- |
| 1980 | 3 414  | −2,6 %   |
| 1991 | 35 789 | +948,3 % |
| 2001 | 52 101 | +45,6 %  |
| 2011 | 59 742 | +14,7 %  |
| 2021 | 60 758 | +1,7 %   |

## Služby
Na katastru Stodůlek najdeme 12 základních škol, zvláštní školu, gymnázium a obchodní akademii. Zdravotnictví zajišťují 2 polikliniky (v Hostinského ulici ve Stodůlkách a v Seydlerově ulici v Nových Butovicích). Svá oddělení mají ve čtvrti místní i republikoví policisté. V Hábově ulici, v Archeologické a na Slunečním náměstí jsou pošty. Tamtéž je také budova nové radnice Prahy 13. Na Stodůlkách se nachází přibližně 5 hypermarketů a velký počet samoobsluh (u každé stanice metra).

## Sport a kultura

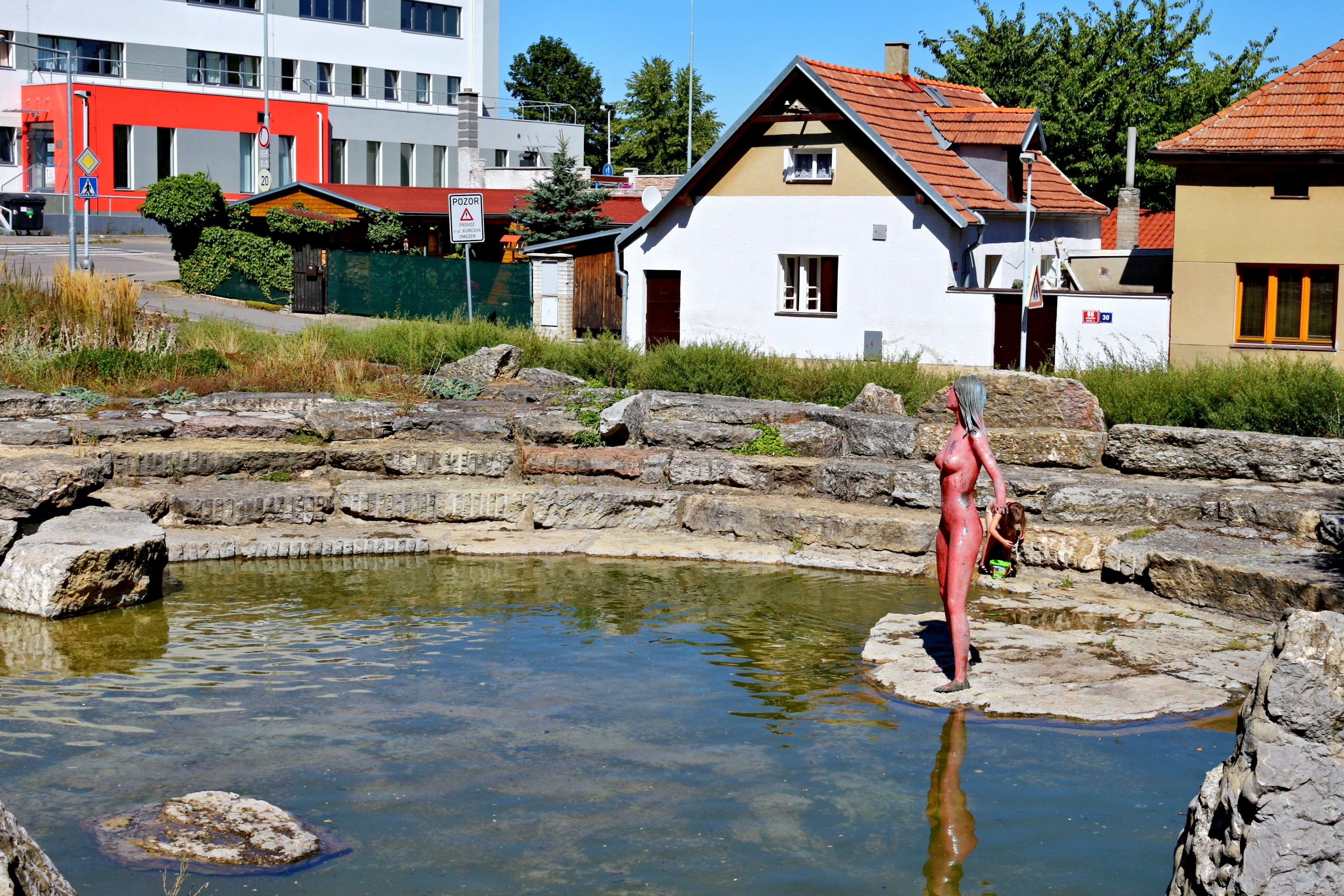
Socha Rusalky ve Starých Stodůlkách

Radnice zajišťuje v průběhu roku různé venkovní kulturní akce. Celoročně funguje také KD Mlejn v Kovářově ulici. Sportovní možnosti jsou také velmi široké, skoro každá základní škola ve Stodůlkách má určité zázemí pro sportovní činnosti. Místem vycházek je Centrální park přímo uprostřed Stodůlek, nebo trochu vzdálenější Prokopské údolí.
Klub Mlejn byl otevřen poprvé v roce 1988. Nejdříve byl jako součást OKD Praha 5 centrem alternativní kultury, a to jak hudby, tak divadla. Proslavil se především díky divadlu Alfred ve dvoře a Ctiboru Turbovi, divadlu Buchty a loutky, slavné rockové škole Come to jam a oblíbeným rockovým koncertům. Po 20 letech se budova dočkala generální rekonstrukce, opětovného otevření se Mlejn dočkal 10. 10. 2010. Aktuálním alternativním zaměřením je kromě zábavy pro všechny skupiny návštěvníků také divadelní směr zvaný nový cirkus a zejména vzdušná akrobacie. V přízemí kulturního domu se od jeho otevření nachází knihovna. Druhá knihovna v katastru Městské části Stodůlky se nachází v obchodním centru u metra Lužiny.
V ulici Kolářova se nachází umělé jezírko s bronzovou sochou Rusalky, autorem je Kurt Gebauer. Traduje se, že na noc odchází spát do protějšího domu, jelikož v bazénu je voda jen někdy.

## Doprava

### Hromadná veřejná doprava

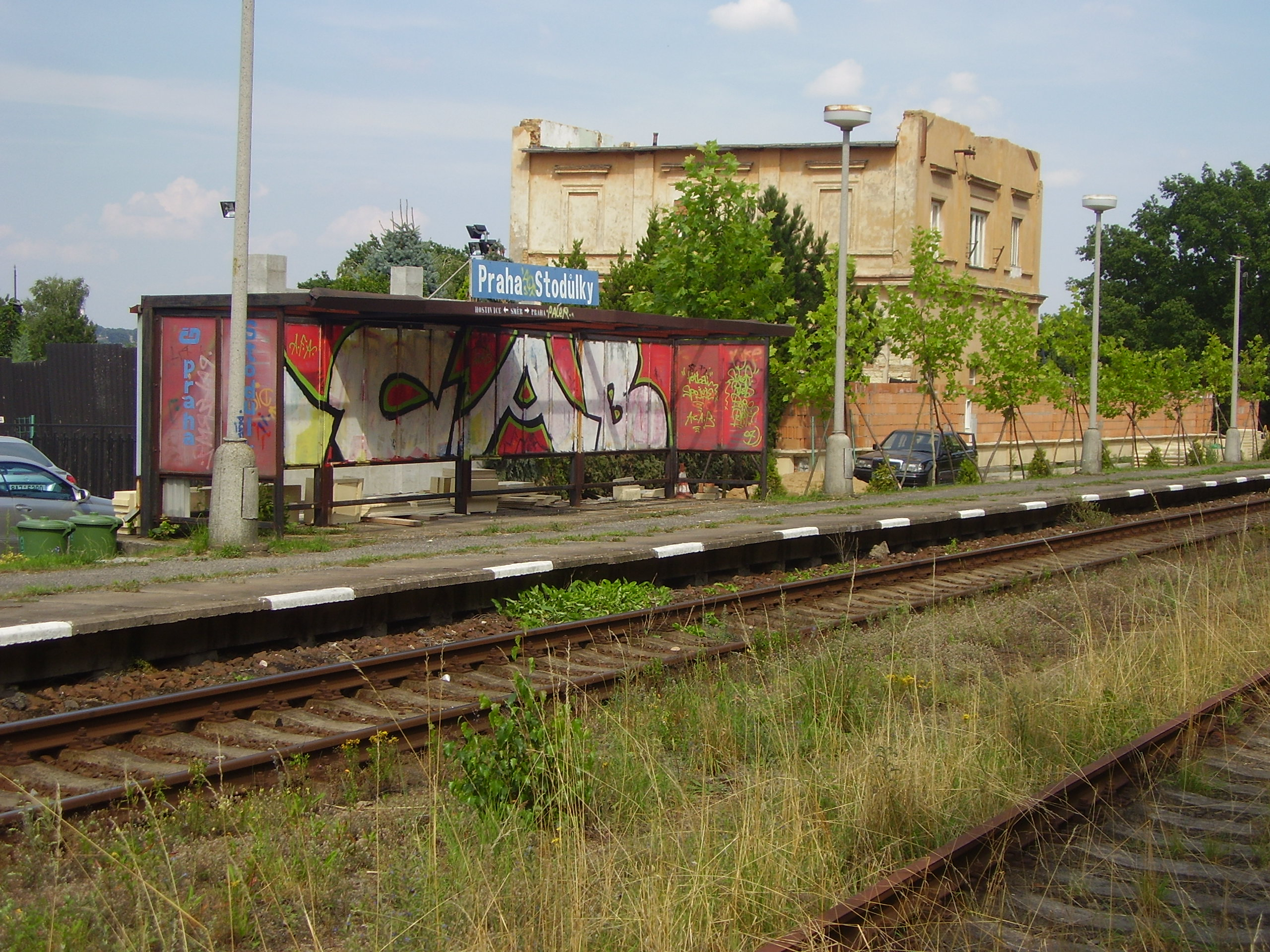
Budka železniční zastávky Praha-Stodůlky v Košířích (v pozadí bývalá budova někdejší zastávky Cibulka)

Dříve byli občané Stodůlek odkázáni na železnici. Dnešní železniční trať 122 (tzv. Pražský Semmering) prochází severním okrajem Stodůlek od roku 1872, roku 1938 na ní byla zřízena zastávka Stodůlky v místech dnešního nadjezdu Bucharovy ulice na hranici Stodůlek a Motola. Roku 1976 byla stanice přejmenována na Praha-Stodůlky a roku 1989 byla přesunuta asi o kilometr blíže Praze, do dnešní polohy na území Košíř. V místech dnešní zastávky Praha-Stodůlky existovala v letech 1872–1877 a pak znovu v letech 1928–1938 zastávka Cibulka, dochovaly se pouze ruiny staniční budovy z té doby. Zastávka je vybudována jako dvojkolejná, avšak jižní kolej a nástupiště jsou nepoužívané, zpustlé a zarostlé, obě stavědla jsou zazděná a staniční návěstidla označena jako neplatná. Zastávka je vzdálena od hustší zástavby i návazné dopravy a je prakticky nevyužívaná.
V roce 1926 byly zavedeny první autobusové linky spojující Stodůlky se Smíchovem a Košíři. Obec Stodůlky měla od roku 1928 vlastní koncesi k provozování autobusové dopravy na několika tratích, ale najímala si k provozování dopravní firmy. Autodopravní akciová společnost v Praze zajišťovala pro Stodůlky dopravu na těchto linkách od 2. září 1928, avšak není zřejmé, zda přesně v koncesovaných trasách. V roce 1931 jsou doloženy trasy Radlice – Jinonice – Stodůlky – Motol – Košíře a Košíře – Bulovka – Waltrovka – Jinonice – Stodůlky. Rovněž je doložena trasa Stodůlky – Řeporyje – Ořech, od 15. dubna 1931 je doložen jízdní řád pro trasu Mořina – Ořech – Řeporyje – Stodůlky – Motol – Košíře (restaurace U Šestáků) s 6 páry spojů denně. Od roku 1933 Stodůlky pronajaly koncese jinému dopravci, Antonínu Boháčovi, který je pravděpodobně provozoval do začátku války.
V roce 1950 převzalo tyto linka ČSAD. 29. května 1978 byla do Stodůlek zavedena linka MHD číslo 219 z Kotlářky přes Stodůlky do Jinonic. V roce 1979 byly zavedeny také linky 230 (z Kotlářky do Řeporyj) a 249 (do Třebonic). V 80. letech začala být dokončována sídliště a tím pádem také vzrostly nároky na přepravu osob. Metro, které se mělo stát (a také později stalo) páteří celého celku, bylo ještě v nedohlednu, a proto musely být až do 2. listopadu 1985 vedeny všechny stodůlecké linky k obratišti tramvají na Kotlářce. Ten den byl ale otevřen první úsek trasy metra B a autobusové linky byly tím pádem odkloněny novou Radlickou ulicí do autobusového stanoviště Na Knížecí.
26. října 1988 byla na počest 70. výročí vzniku Československé republiky prodloužena trasa B ze Smíchovského nádraží na stanici Dukelská (dnes Nové Butovice), která tehdy stála ještě v polích. Autobusové linky obsluhující sídliště mohly být tím pádem opět zkráceny. Mnohé z nich potom vzaly za své 11. listopadu 1994, kdy bylo metro pod celým Jihozápadním Městem dokončeno. Od té doby již k výraznějším změnám v MHD nedochází.

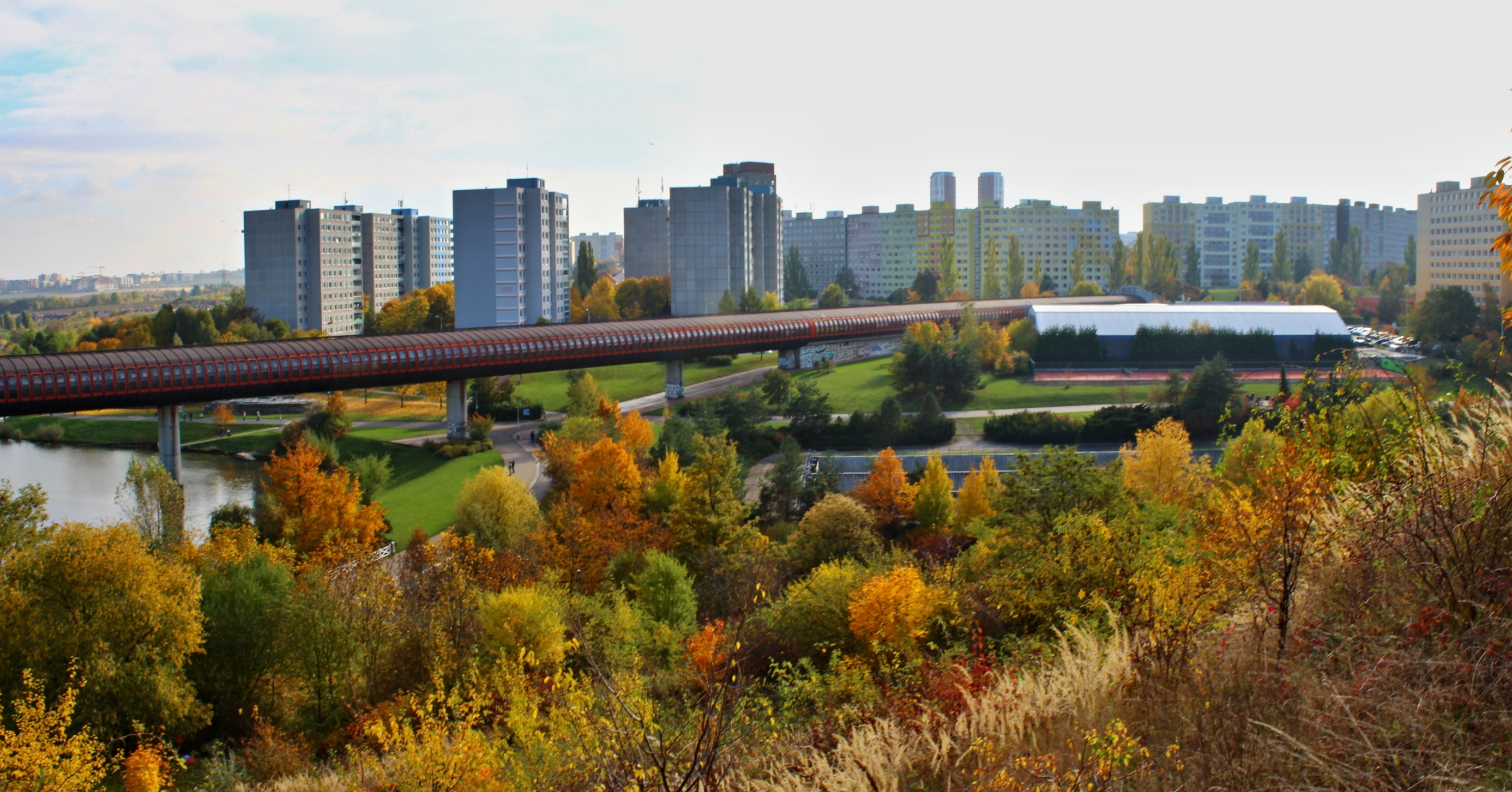
Tubus linky metra B, sídliště Lužiny z návrší Nová Kolonie (lidově Makču Pikču) v Centrálním parku

Páteří městské hromadné dopravy je metro, vybudované zde v 80. a 90. letech 20. století. Na stodůleckém katastrálním území má stanice Nové Butovice, Hůrka, Lužiny, Luka a Stodůlky. Stanice Hůrka, Lužiny a Luka jsou povrchové, trasa metra je zejména v sídlišti Lužiny uložena velmi mělce. Mezi stanicemi Hůrka a Lužiny přemosťuje Nepomucký rybník velmi fotogenický most, který se stal jednou z nových stodůleckých dominant. Mezi důležité autobusové linky (2009) patřila linka 130 (Na Knížecí-Sídliště Stodůlky), která byla v roce 2012 zrušena a částečně nahrazena linkou 137, a dále linky 174 (Hradčanská-Velká Ohrada), 179 (Letiště Ruzyně-Nové Butovice) a 225 ve trase se stejnými konečnými zastávkami. S linkou 174 se do budoucna počítá jako s metrobusem. U stanice metra Nové Butovice je terminál příměstských i dálkových autobusových linek směrem na Beroun a Plzeň.
Zatím nejnovější změnou je západní vestibul stanice metra Stodůlky, jenž byl otevřen 10. září 2010. Původně měl být zprovozněn již v roce 1994, spolu s otevřením trati na Zličín, leč z důvodu omezení výstavby sídlištních celků se tak nestalo.

### Silniční doprava
V Nových Butovicích leží počátek dálnice D5. Již velmi dlouho je v plánech výstavba tzv. Radlické radiály, kapacitní komunikace, která bude spojovat Stodůlky a dálnici s vnitřním městským dopravním okruhem (na Smíchově). Po obvodu sídlištní zástavby vede čtyřproudá Jeremiášova ulice, na kterou navazuje Jáchymovská ulice do Řeporyjí. Radlická ulice byla do své šíře přestavěna v 80. letech a je prozatím zřejmě nejdůležitější silniční spojnicí Stodůlek s městem. Důležitá je také Bucharova ulice, začínající u stanice metra Nové Butovice, která spojuje Stodůlky s Motolem (Plzeňská třída).